# (2651) Karen
(2651) Karen es un asteroide perteneciente al cinturón de asteroides, descubierto el 28 de agosto de 1949 por Ernest Leonard Johnson desde el Observatorio Union, en Johannesburgo, Sudáfrica.

## Designación y nombre
Designado provisionalmente como 1949 QD. Fue nombrado Karen en homenaje a Karen S. Mayer, cuñada de F. N. Bowman, y Karen S. Franz, su amiga.